# Lepturidium
Lepturidium és un gènere monotípic de plantes de la subfamília de les cloridòidies, família de les poàcies. La seva única espècie: Lepturidium insulare Hitchc. i Ekman, és originària de Cuba de l'Illa de Pinos. És una espècie halòfila que creix en les sorres blanques de l'illa.
Alguns autors ho inclouen en el gènere Brachyachne.